# Clare Kramer
Clare Kramer (Atlanta, 3 september 1974) is een Amerikaans film- en televisieactrice. Ze maakte haar acteerdebuut als naamloze studente in In & Out, dat onder meer voor een Golden Satellite Award werd genomineerd.
Hoewel Kramer voornamelijk films op haar cv heeft staan, had ze van 2000 tot in 2002 een vaste rol in het vijfde seizoen van de televisieserie Buffy the Vampire Slayer. Daarin speelt ze de kwaadaardige godin Glory, die last krijgt van menselijke trekjes. Daardoor heeft ze zowel een gewelddadige als droogkomische rol in de verhaallijn van dat seizoen.
Kramer speelde daarnaast gastrollen in onder meer Sabrina, the Teenage Witch, Tru Calling en House. In Tru Calling kwam ze hoofdrolspeelster Eliza Dushku tegen, die net als zij een tijd als tegenstander in Buffy the Vampire Slayer te zien was. Hun periodes bij deze serie vielen echter nooit samen.
Kramer trouwde in oktober 2005 met assistent-producent Brian R. Keathley, met wie ze in februari 2008 dochter Gavin kreeg.

## Filmografie
- Road to Hell (2008)
- The Grift (2008)
- The Thirst (2006)
- The Gravedancers (2006)
- Guy in Row Five (2005)
- L.A. D.J. (2004)
- Mummy an' the Armadillo (2004)
- D.E.B.S. (2003)
- The Skulls III (2003)
- The Rules of Attraction (2002)
- The Mallory Effect (2002)
- Bring It On (2000)
- Ropewalk (2000)
- In & Out (1997)

### Televisie
- Buffy the Vampire Slayer (2000-2002)
- Goodnight Burbank (2011)
- Monster School Animation (2014-2017) (stemrol)

- Bibliothèque nationale de France: cb15763955s (data)
- Gemeinsame Normdatei: 137784678
- International Standard Name Identifier: 0000 0000 7850 2116
- Library of Congress Control Number: no2012048977
- Virtual International Authority File: 81922002
- WorldCat: E39PBJppFMDKgftrvpTHWXFtKd